# Liste der Stolpersteine in Hamburg-Veddel
Die Liste der Stolpersteine in Hamburg-Veddel enthält alle Stolpersteine, die im Rahmen des gleichnamigen Kunst-Projekts von Gunter Demnig in Hamburg-Veddel verlegt wurden. Mit ihnen soll Opfern des Nationalsozialismus gedacht werden, die in Hamburg-Veddel lebten und wirkten.
Diese Seite ist Teil der Liste der Stolpersteine in Hamburg, da diese mit insgesamt 7141 (Stand: April 2025) Steinen zu groß würde und deshalb je Stadtteil, in dem Steine verlegt wurden, eine eigene Seite angelegt wurde.
| Adresse                   | Person(en)       | Inschrift | Bilder                            | Anmerkung                            |
| ------------------------- | ---------------- | --- | --------------------------------- | ------------------------------------ |
| Am Gleise 8 ·             | Otto Ernst Lang  | Hier wohnte Otto Lang Jg. 1908 im Widerstand inhaftiert 1935 KZ Börgermoor Strafbataillon 999 tot 6.5.1945                                        | Stolperstein für Otto Ernst Lang  | Eintrag auf stolpersteine-hamburg.de |
| Immanuelstieg 3 ·         | Walter Mieloszyk | Hier wohnte Walter Mieloszyk Jg. 1927 gedemütigt/entrechtet Flucht in den Tod 9.12.1943                                                           | Stolperstein für Walter Mieloszyk | Eintrag auf stolpersteine-hamburg.de |
| Wilhelmsburger Straße 1 · | Reinhard Postner | Hier wohnte Reinhard Postner Jg. 1939 eingewiesen 1943 Alsterdorfer Anstalten ‚verlegt‘ 7.8.1943 Heilanstalt Kalmenhof/Idstein ermordet 23.8.1943 | Stolperstein für Reinhard Postner | Eintrag auf stolpersteine-hamburg.de |